# كونكريت جيني
كونكريت جيني (بالإنجليزية: Concrete Genie)، هي لعبة فيديو من نوع حركة مغامرات، صدرت اللعبة في السوق بتاريخ 8 أكتوبر 2019، وهي من تطوير شركة بكسل أوبس، ومن الناشر سوني إنتراكتيف إنترتينمنت، حيث تعمل حصراً لمنصة بلاي ستيشن 4، وهي تدعم ترجمة ودبلجة العربية.

## روابط خارجية
- كونكريت جيني على موقع IMDb (الإنجليزية)